# Hey Everybody
Hey Everybody é um single produzido pelo projeto de eurodance alemão DJ Company.
Foi lançado pela gravadora Dance Pool em 1994, como o primeiro single de traçar a número 1 nas paradas de dança canadenses por 3 semanas.
Foi lançado como um CD Max Single em Dance Pool Vol. 3, e então um CD de remixagem foi lançado no mesmo ano. O single exibe January Ordu como vocalista, com os dancers (rappers) Brian Thomas e Michael Fielder.

## Posições
| Posição (1994)     | Colocação de pico |
| ------------------ | ----------------- |
| Canada (RPM)       | 1                 |
| Canada (RPM Dance) | 1                 |